# Axel Olsson
För andra betydelser, se Axel Olsson (olika betydelser).

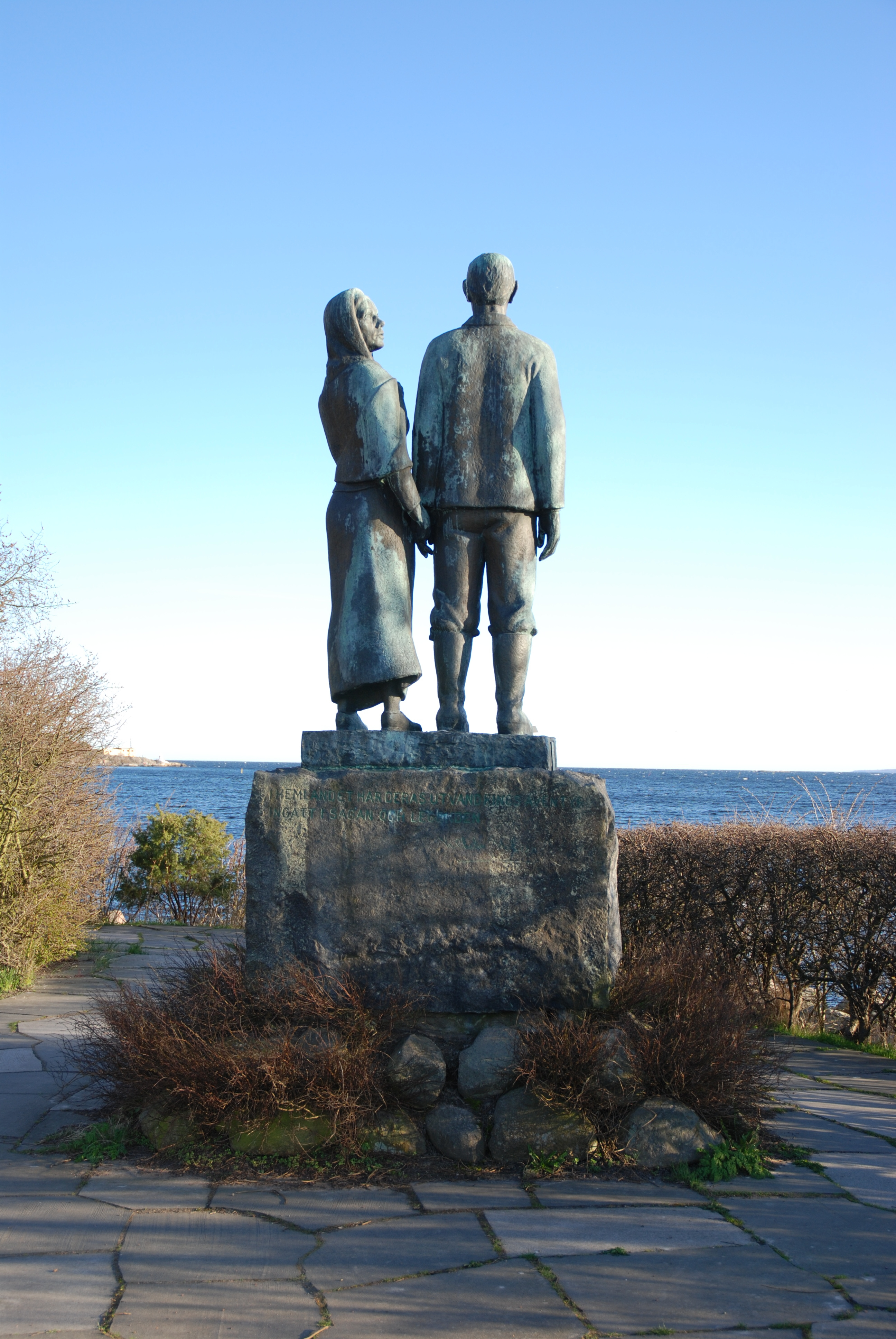
Utvandrarmonumentet - Karl-Oskar och Kristina, Karlshamn.

Bror Axel Olsson, född 19 november 1919 i Åhus församling, Skåne, död 4 september 2001 i Arkelstorp, Oppmanna församling, Skåne
, var en svensk målare, tecknare och skulptör.
Olsson arbetade som kapten 1935–1945 och studerade sedan på Högre konstindustriella skolan i Stockholm för bröderna  Aron och Gustaf Sandberg och för Nils Möllerberg. Han ställde ut konstverk över hela Europa.

## Offentliga verk i urval
- Tre trallande jäntor (1955), brons, Höjdvägen - Snapphanevägen, Kristianstad.
- Utvandrarmonumentet, Karl-Oskar och Kristina, (1959), brons, Hamnparken, Karlshamn.[2]
- Lekande barn (1961), brons, Möllebacksskolans skolgård, Sölvesborg.
- Hoppa bock (1962), brons, Centralskolan, Kristianstad.
- Sommarlek (1966), brons, Kommendantvägen 44, Kristianstad.
- Kid (1967), brons, Tollaregården, Arkelstorp.
- Skeppsgossen (1969), brons, utanför gamla Skeppsgossekasernen, Karlskrona.
- Sommarlov (1972), brons, biblioteket, Tollarp.
- Ta fatt (1973), brons, kvarteret Gripen, Bryggargatan, Landskrona och utanför biblioteket i Arkelstorp.
- Anna-Maria (1973), brons, utanför Everöds skola.
- Bollflickan (1976), brons, Ängsvägen 19 C, Kristianstad.
- Tippen (1978), brons, Österängsbadet, Sjövägen 27, Kristianstad.
- Filmfotografen (1981), brons, Östra Storgatan 53, Kristianstad (vid Filmmuseet).
- Ad Lucem (1986), Kyrkogården i Fjälkinge.
- Musikanterna (1987), brons, Centralparken i Osby.
- Romeo och Julia (1991), brons, Östra Storgatan 3, Kristianstad.
- Café Rio (1992), bronsrelief, Västra Vallgatan–Tivoligatan, Kristianstad.